# Els 25
Els 25 va ser un concurs de televisió que s'emetia els dimecres a les 22:00 després del Telenotícies vespre per commemorar el 25è aniversari de Televisió de Catalunya i presentat per Judit Mascó.

Captura del cinquè programa d'Els 25

A cada edició hi havia 25 concursants i només un tenia l'oportunitat de participar en la gran final. A més a més, a cada edició, venien dos personatges emblemàtics de la cadena. I, també, hi havia un sorteig d'una televisió a tots aquells que encertessin la pregunta per SMS.
La sintonia del programa "Vull saber-ho tot de tu", de Guille Milkyway (La Casa Azul) va convertir-se més tard la cançó de l'estiu de Televisió de Catalunya el 2008.
Alguns dels famosos convidats al programa van ser: Lídia Heredia, Jordi González, Jaume Figueres, Helena Garcia Melero, Isma Prados, Salvador Alsius, Josep Maria Bachs, Ramon Pellicer, Imma Pedemonte, Antoni Bassas, Pep Anton Muñoz, Júlia Otero, Espartac Peran, Andreu Buenafuente, Montse Guallar, Toni Albà, Mònica López, Albert Om, Tomàs Molina, Julià Peiró, José Corbacho, Joan Pera, Raquel Sans i Duran i Josep Cuní.